# Ivan Arhiđakon Gorički
Ivan Arhiđakon Gorički (okolica Daruvara, oko 1280. – ?, nakon 18. listopada 1353.) bio je hrvatski katolički svećenik i pravni i povijesni pisac.

## Životopis
Rođen je u okolici Daruvara. Studij prava završio je u Bologni. Kao suradnik zagrebačkoga biskupa Augustina Kažotića sudjelovao je u preustroju katedralne škole u Zagrebu. Kasnije se spominje kao gorički arhiđakon i tajnik zagrebačkoga biskupa Ladislava Kobola i kao pravnik u parnicama u kojima je štitio kaptolske i biskupske povlastice pred građanskim i crkvenim vlastima u Hrvatskoj i Ugarskoj te pred papom u Avignonu.
Utemeljio je župu u zagrebačkoj Novoj Vesi i dao izgraditi župnu crkvu sv. Ivana Krstitelja.
Godine 1334. sastavio je Statute Zagrebačkoga kaptola (Statuta Capituli Zagrabiensis, Album capitulare ili Liber acclavatus) u kojima su obrađeni zemljišni odnosi i povlastice, obveze i prihodi kaptola i kanonika. Statuti sadrže i prijepise mnogobrojnih kasnije izgubljenih isprava i vrijedan su izvor za istraživanje povijesti Zagrebačke biskupije u šesnaestom stoljeću.

## Djela
- Statuti Zagrebačkoga kaptola (1334.)
- Zagrebačka kronika (1334.)

## Povezano
- Toma Arhiđakon

## Vanjske poveznice
Mrežna mjesta
- Nina Martek, Paleografsko-jezična analiza kronike Ivana Arhiđakona Goričkog (2019.)